# C-1313

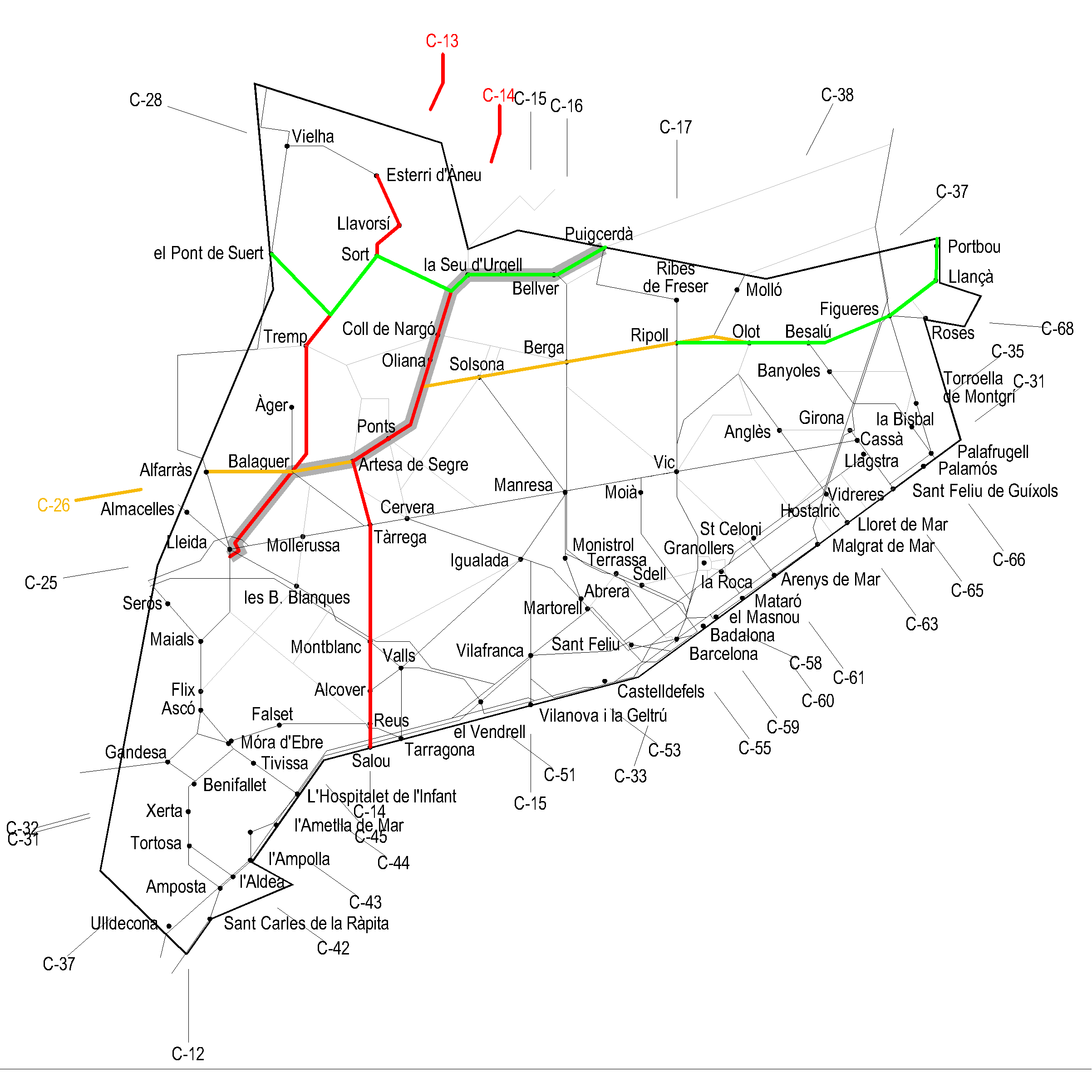
Esquema de l'antiga carretera C-1313 (ressaltada en gris) i les noves codificacions de la calçada (en colors)

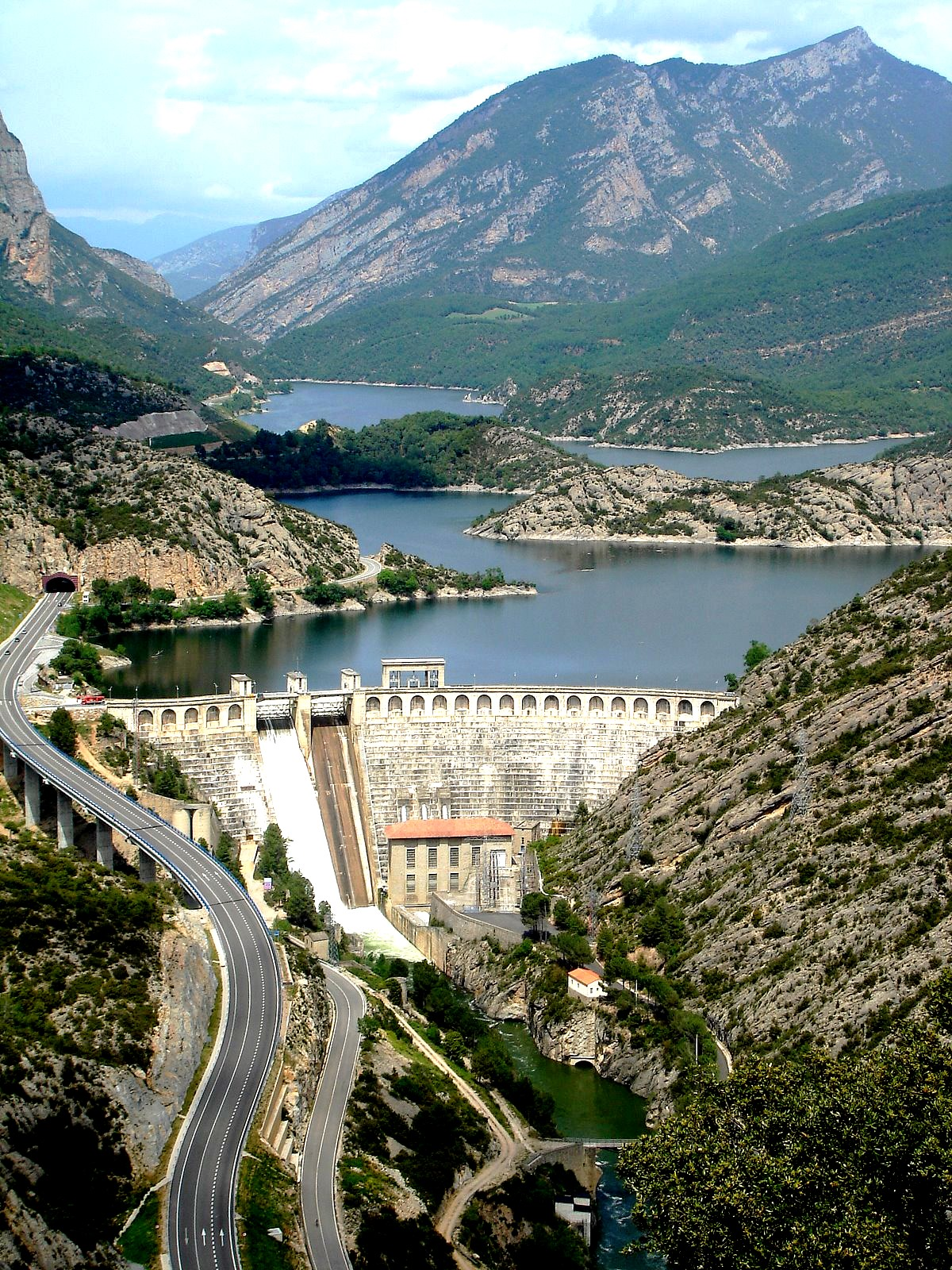
L'antiga C-1313, ara C-14 entre Oliana i Coll de Nargó a l'altura del Pantà d'Oliana.

C-1313 fou la codificació com s'anomenà l'Eix del Segre, la carretera que uneix Lleida (Segrià) amb Puigcerdà (Cerdanya) tot seguint el curs del riu Segre i passant per Balaguer (Noguera), Artesa de Segre (Noguera), Ponts (Noguera), Oliana (Alt Urgell), la Seu d'Urgell (Alt Urgell) i Bellver de Cerdanya (Cerdanya), entre d'altres. Aquest recorregut històric tenia una longitud d'uns 180 km i tenia la consideració de carretera comarcal. L'Eix del Segre enllaça a l'Alta Cerdanya amb l'Eix de la Tet, que completa el trajecte fins a arribar a Perpinyà.
Amb la creació de l'eix Pirinenc el 1988, el tram entre l'enllaç amb l'antiga carretera C-146 (que es dirigia a Sort) i Puigcerdà es recodificà com a (N-260). Així doncs, la carretera C-1313 fou durant aproximadament una dècada la carretera entre Lleida i l'enllaç amb la N-260, prop d'Adrall (Alt Urgell). Tenia uns 125 km. Les carreteres N-260 i N-145 completaven la ruta fins a la Seu d'Urgell, Puigcerdà i Andorra.
Més tard, amb la recodificació de carreteres de 2001, el tram entre Lleida i Balaguer va ser integrat en l'eix C-13, de Balaguer a Artesa de Segre, en la C-26 i d'Artesa a Adrall, en l'eix C-14, de manera que actualment no queda cap tram amb la codificació C-1313.